# Đạ Tông
Đạ Tông là một xã thuộc huyện Đam Rông, tỉnh Lâm Đồng, Việt Nam.

## Địa lý
Xã Đạ Tông có diện tích 141,58 km², dân số năm 2022 là 9.931 người, mật độ dân số đạt 70 người/km².

## Lịch sử
Ngày 14 tháng 3 năm 1979, Hội đồng Chính phủ ban hành Quyết định số 116-CP về việc chuyển xã Đạ Tông thuộc huyện Đức Trọng về huyện Lạc Dương mới thành lập quản lý.
Ngày 17 tháng 11 năm 2004, Chính phủ ban hành Nghị định số 189/2004/NĐ-CP về việc chuyển xã Đạ Tông thuộc huyện Lạc Dương về huyện Đam Rông mới thành lập quản lý.
Ngày 21 tháng 1 năm 2020, HĐND tỉnh Lâm Đồng ban hành Nghị quyết số 166/NQ-HĐND về việc thành lập thôn Chiêng Cao Cil Múp trên cơ sở thôn Cil Múp và thôn Đa Kao 1.